# Волошин, Августин Иванович
Августи́н Ива́нович Воло́шин (русин. Авґустин Івановіч Волошин, укр. Августин Іванович Волошин, чеш. Augustin Vološin, словац. Augustín Vološin, венг. Volosin Ágoston; 17 марта 1874 — 19 июля 1945) — украинский политический, культурный и религиозный деятель Закарпатья, грекокатолический священник.
С 26 октября 1938 года — премьер-министр правительства Подкарпатской Руси, 22 ноября 1938 года получившей автономию в составе Чехо-Словацкая Республики, а с 30 декабря 1938 года новое наименование в рамках прежней автономии в составе Чехо-Словацкая Республики — Карпатская Украина.
Один день — с 15 марта 1939 года до захвата столицы Хуст 16 марта 1939 года (по другой трактовке, три дня — до захвата Венгрией 18 марта 1939 года всей территории непризнанного самопровозглашённого нового государства) — первый и единственный президент непризнанного самопровозглашённого государства — Карпатской Украины.
Герой Украины (2002, посмертно).

## Биография

### Ранние годы. Педагогическая деятельность
Родился 17 марта 1874 года в селе Келечине, в Закарпатье, в семье потомственного сельского священника. В семье также было три дочери — Ольга, Елена и Элеонора.
С 1884 по 1892 гг. учился в Ужгородской гимназии. Один год (1892—1893) проучился на теологическом факультете Будапештского университета, отчислился по состоянию здоровья. В 1900 г. Окончил Высшую педагогическую школу в Будапеште с дипломом преподавателя математики и физики в средних учебных заведениях.
С 1900 по 1917 гг. был преподавателем, а с 1917 по 1938 гг. — директором учительской семинарии в Ужгороде. Автор ряда учебников.
Организатор ряда культурно-просветительских и образовательных организаций Закарпатья, с 1935 г. — председатель Этнографического общества Подкарпатской Руси.

### Религиозная деятельность
Рукоположён в 1897 г. и назначен в приход Преображенской церкви Ужгорода.
С 1922 г. редактор религиозного журнала «Благовест».
С 1933 г. — папский прелат Мукачевской грекокатолической епархии.

### Политическая деятельность
С молодых лет принимал участие в украинофильском культурном движении. Сотрудничал с рядом известных культурных и политических деятелей края — Августином Штефаном, Гиядором Стрипским, Анталом Годинкой. В 1903—1918 гг. редактировал в Ужгороде газету «Наука» — долгое время чуть ли не единственное украинское издание в Венгрии.
Вёл активную политическую деятельность с 1919 года. Основал и руководил правой Народно-христианской партией (1923—1939), от которой был избран депутатом парламента Чехословакии (1925—1929).
В 1930 г., когда Фёдор Тацинец, земляк Волошина и студент семинарии, где он был директором, совершил неудачное покушение на лидера закарпатских русофилов Евмения Сабова, Волошину были публично выдвинуты обвинения в покрывательстве и содействии националистам, однако благодаря его авторитету в католических кругах они не имели последствий.

## Во главе Закарпатья
Сторонники Волошина добились значительного влияния в области и активно критиковали первое автономное правительство Андрея Бродия. Через две недели после его назначения 8 октября 1938 года пражские власти арестовали Бродия, объявив его венгерским шпионом, и распустили правительство. Новая администрация была составлена исключительно из украинофилов, и новым премьер-министром автономной Карпатской Украины 26 октября 1938 года был назначен Волошин.
Под контролем правительства Волошина находилась только часть Подкарпатской Руси с центром в Хусте. Южные районы края были уже в ноябре 1938 года захвачены Венгрией. Тем не менее Волошин действовал быстро и решительно, используя тот факт, что чехословацкое правительство всё менее было способно контролировать ситуацию в Закарпатье. Власти пытались вмешаться и даже сняли с должности местного министра внутренних дел Е. Бачинского, назначив вместо него Л. Прхалу. Однако правительство Волошина заставило Прагу пойти на уступки и Л. Прхала стал министром транспорта.
20 ноября 1938 года по указу Волошина начал действовать концлагерь на горе Думен около Рахова, куда заключали реальных и мнимых «шпионов», русофилов, а также москвофилов. 20 января 1939 года правительство Волошина запретило все политические партии, кроме Украинского национального объединения. Однако на такой шаг местное население и Прага были не готовы. 6 февраля 1939 года правительство автономии уточнило, что разрешена деятельность четырёх партий: аграрной, национал-социалистической, социал-демократической и христианско-народной. Партия Волошина «Украинское национальное объединение» (УНО), устранив политических конкурентов, победила на выборах в сейм Карпатской Украины с 86,1 % голосов, как единственная участвовавшая партия.
Важным мероприятием Волошина была украинизация государственного аппарата, значительную часть которого в Закарпатье составляли чехи. Уже 23 декабря 1938 года вышло распоряжение о том, что все служащие должны знать украинский язык. В городах меняли вывески и таблички с указанием улиц, которые раньше были на русинском языке. Избранных населением сельских старост заменили на правительственных комиссаров.
После распада Чехословакии в результате немецкой агрессии 15 марта 1939 года Волошин в Хусте объявил Карпатскую Украину независимым государством, став её первым и единственным президентом и утвердив конституцию с национальной символикой на заседании сейма. Гитлер позволил регенту Венгрии Миклошу Хорти оккупировать Карпатскую Украину сразу же после её провозглашения (собственно, венгерское вторжение началось ещё 14 марта). Волошин обратился за помощью к нацистской Германии, провозгласившей дружественную Берлину «суверенную» Словакию, однако немцы проигнорировали требования руководителя Карпатской Украины.

### Последние годы
После неудачных попыток присоединения Карпатской Украины к Венгрии и Румынии в виде автономии Волошин вместе с правительством эмигрировал через Румынию в Югославию, оттуда переехал на занятую немцами территорию и поселился в Праге. Преподавал в Украинском свободном университете, профессор.
Известны контакты Волошина с руководством нацистской Германии. После нападения Германии на СССР Волошин обратился к Гитлеру с письмом, предлагая себя на пост президента занятой немецкой армией Украины. Однако у Гитлера были иные планы.
В мае 1945 года Волошин был арестован в Праге сотрудниками военной контрразведки СМЕРШа и через несколько дней доставлен в Москву, где в Бутырской тюрьме, согласно официальной версии, скончался от паралича сердца.

## Семья
Был женат на дочери преподавателя Ужгородской гимназии Ирине Петрик, родственнице просветителя русинов греко-католического священника Мукачевской епархии А. Духновича.
Детей у супругов не было, поэтому они решили основать частный приют (детский дом семейного типа), в котором воспитывались двадцать две сироты. Дети жили в большом двухэтажном доме, купленном для этих целей Волошиным. Они были обеспечены питанием, качественной одеждой, обучением, воспитанием и развитием творческих способностей. Действовал домашний оркестр, танцевальная группа и хор.

## Публикации
- Азбука угро-руського и церковно-славянского чтения. Унгвар, 1906.
- Gyakorlati kisorosz rutén nyelvtan. Ungvár: Unio Ny., 1907.
- Módszeres útmutatás az olvastató és számoltató géphez. Ungvár: Unio Ny., 1910.
- Olvasókönyv a görög kath. népiskolák 3-4. oszt. számára. Ungvár: Unio Ny., 1914.
- Читанка для 4. и 5. классов народных школ. Унгвар: Унио, 1916.
- Коротка історія педагогіки. Ужгород: Унио, 1921.
- Споміни. Ужгород: Русин, 1923.
- Kis bibliai katekizmus a görög katholikus népiskolák alsó osztályai számára. Užhorod: Szent Bazil Rend, 1932.

## Память

#### Памятники
В 2004 году в Ужгороде был открыт памятник Августину Волошину.
В 2006 году в родном Келечине был установлен памятник.
15 марта 2021 года, в 82-ю годовщину провозглашения независимости Карпатской Украины, в Киеве, на Аскольдовой Могиле Блаженнейший Святослав Шевчук освятив памятник о. Августину Волошину.

### Мемориальные доски
В Ужгороде расположены две мемориальные доски на фасаде здания юридического факультета Ужгородского национального университета (улица Капитульная), где была учительская семинария, в которой Августин Волошин работал профессором, а затем директором и доска на доме, где он жил и работал (улица Волошина № 36).
В Мукачево в начале улицы Августина Волошина установлена аннотационная доска.
В Хусте мемориальная доска была установлена в его честь.

### Улицы
Его именем названы улицы в Ужгороде, Львове, Киеве, Мукачево, Стрые, Сваляве и Верхней Вызнице, Днепре, Хмельницком, Ивано-Франковске, Хусте, Ходоров, Тячеве, Буштино, Великий Березный, Кольчино, Королёво, Славское, Чинадиево, Шенборн, Павшино, Новое Давыдково, Среднее Водяное.

#### Учебные заведения
- В Межгорье действует Межгорное учреждение общего среднего образования I—III степеней имени Августина Волошина.
- В Хусте действует Хустская школа № 1 имени Августина Волошина
- В Ужгороде на улице Гойды, 4 расположен Карпатский университет имени Августина Волошина.

### Беатификационный процесс
С 2001 года продолжается беатификационный процесс приобщение А. Августина Волошина к лику блаженных.

## Награды
- Присвоено звание Героя Украины (Указ президента Украины Л. Кучмы № 257/2002 от 15 марта 2002 года — за выдающуюся личную роль в борьбе за утверждение украинской государственности)[6].